# Kỳ phân Tá lĩnh

Cờ hiệu của "Tương Hoàng kỳ" - quân kỳ do Hoàng đế nắm giữ

Kỳ phân Tá lĩnh hạ nhân (chữ Hán: 旗分佐领下人; tiếng Mãn: ᡤᡡᠰᠠ
 ᠨᡳᡵᡠᡳ
ᡥᠠᡵᠠᠩᡤᠠ, Möllendorff: gūsa nirui harangga, Abkai: gvsa nirui harangga), còn được gọi là Ngoại Tá lĩnh hạ nhân (外佐领下人), là một giai tầng phổ biến nhất của người Bát Kỳ, được chia ra 3 phân hệ Bát Kỳ chính là Mãn Châu, Mông Cổ và Hán Quân. Họ còn được gọi là Ngoại Bát kỳ (外八旗) để đối xứng với Nội Bát kỳ, tức giai cấp Bao y.
Những người thuộc Kỳ phân Tá lĩnh được xem là ["Người Bát kỳ chân chính"], có kỳ tịch Tá lĩnh thuộc 1 trong Bát Kỳ, lại chia mỗi kỳ làm 3 phân hệ Mãn-Mông-Hán, tức có tổng cộng 24 kỳ tịch. Bởi vì đều là chính hộ, cho nên "Kỳ phân Tá lĩnh" thường dùng để gọi các người Bát kỳ điển hình nhất, khác với Bao y chuyên phục vụ hoàng thất, thì Kỳ phân Tá lĩnh lại có kỳ tịch tự do nhất và là tiêu chuẩn cao nhất của người Bát kỳ đời Thanh.
Không ít gia đình hậu phi vốn là Bao y, vì để biểu thị hậu đãi mà cho thuộc 1 trong 3 hệ, trở thành người Bát kỳ chân chính. Trong chế độ hậu cung nhà Thanh, chỉ những người thuộc Kỳ phân Tá lĩnh mới có thể tham gia Bát Kỳ tuyển tú, được chỉ định làm Phúc tấn của Hoàng tử hay Hoàng hậu, Phi tần của Hoàng đế. Còn những cô gái thuộc tầng lớp Bao y chỉ có thể qua Nội vụ phủ tuyển tú làm cung nữ phục vụ trong Tử Cấm Thành, Bắc Kinh; hoặc được chỉ định làm Sử nữ hầu hạ trong phủ của các hoàng tử, vương công thuộc hoàng thất.

## Khái quát
Kỳ phân Tá lĩnh nguyên là những người tự do thời Thanh trước khi nhập quan. Lúc đầu, tính chất tư thuộc của hoàng thất rất cao, Kỳ phân Tá lĩnh và Bao y không phân biệt rõ ràng lắm, và những người thuộc Kỳ phân Tá lĩnh cũng đều được quản hạt không chỉ bởi Hoàng đế mà con với các Tông thất vương công. Sau đó, Hoàng Thái Cực lên ngôi, hình thức tự quản ngày càng giảm bớt. Thời Thuận Trị, sau khi thu Chính Bạch kỳ từ tay Đa Nhĩ Cổn, Hoàng đế tự lãnh Tam kỳ, phân ra ["Thượng tam kỳ"; 上三旗] do Hoàng đế làm Kỳ chủ và ["Hạ ngũ kỳ"; 下五旗] phân cho các Tông thất Vương công sở hữu, những người Kỳ phân Tá lĩnh giữa hai hạn mức này tuy có sự bình đẳng, song về đãi ngộ và quyền lợi trên sổ sách giấy tờ hay con đường làm quan đã có phân biệt.
Tới thời Ung Chính, Hoàng đế đem Hạ ngũ kỳ dần dần thu vào thuộc sự quản lý thực tế của mình, cũng hạn chế Kỳ quyền của các Kỳ chủ thuộc Hạ ngũ kỳ. Các Kỳ chủ của Hạ ngũ kỳ, là các Thân vương, Công tước hoặc Hoàng tử xuất thân từ hoàng thất, trên danh nghĩa vẫn là Kỳ chủ, song quản lý thực tế dần chuyển giao hết qua các Đô thống trong các Kỳ của các Kỳ phân, tổng cộng có 24 Đô thống trong cả Bát kỳ của 3 kỳ phân Mãn-Mông-Hán.
Về cơ bản, người Kỳ phân Tá lĩnh của Thượng tam kỳ cùng Hạ ngũ kỳ đều là bình đẳng. Nhưng với tính chất chủ-nô vẫn rất hiện hữu thời Thanh, Thượng tam kỳ có Kỳ chủ chính là Hoàng đế, mà Hạ ngũ kỳ lại là Tông thất vương công, do vậy xét trên khoa cử, tuyển binh, địa vị "Kỳ chủ" là Hoàng đế của những người Kỳ phân Tá lĩnh thuộc Thượng tam kỳ xét về mặt nhìn nhận vẫn có những ưu tiên, "luật bất thành văn", nếu so với các người Kỳ phân Tá lĩnh thuộc Hạ ngũ kỳ. Sau khi nhập quan, tuy chế độ tập quyền hạn chế Vương công của Hạ ngũ kỳ thu tóm độc tài, song quan hệ giữa các Kỳ chủ Hạ ngũ kỳ vẫn giữ lại sức ảnh hưởng lớn đối với những người trong Kỳ quyền của mình. Mặt khác, người Kỳ phân Tá lĩnh của Thượng tam kỳ do Hoàng đế trực tiếp sở hữu, thường được ban thưởng tài vật và yến hội, nên dù Thượng tam kỳ và Hạ ngũ kỳ nhìn chung bình đẳng, song sự thiên vị của người Kỳ phân Tá lĩnh thuộc Thượng tam kỳ là rất rõ ràng.